# Eurostopodus argus
Eurostopodus argus là một loài chim trong họ Caprimulgidae.
Loài chim này sinh sống ở nhiều lục địa Úc và cũng đã được tìm thấy trong một số hòn đảo của Indonesia. Môi trường sống tự nhiên của chúng là rừng mở và rừng cây, bụi rậm, spinifex và bụi cỏ đồng cỏ, rừng thảo nguyên và rừng ngập mặn.